# John Hoge Ewing

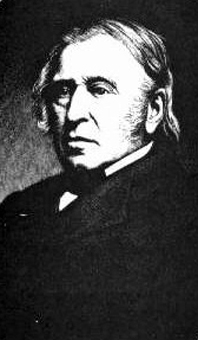
John Hoge Ewing

John Hoge Ewing (* 5. Oktober 1796 bei Brownsville, Fayette County, Pennsylvania; † 9. Juni 1887 in Washington, Pennsylvania) war ein US-amerikanischer Politiker. Zwischen 1845 und 1847 vertrat er den Bundesstaat Pennsylvania im US-Repräsentantenhaus.

## Werdegang
John Ewing besuchte die öffentlichen Schulen seiner Heimat. Im Jahr 1814 absolvierte er das Washington College. Nach einem anschließenden Jurastudium und seiner 1818 erfolgten Zulassung als Rechtsanwalt begann er in Washington in diesem Beruf zu arbeiten. Nach zwei Jahren gab er diese Beschäftigung wieder auf. In den folgenden Jahren arbeitete er unter anderem bei der Planung und dem Bau von Straßen in seiner Heimat. Außerdem wurde er in der Landwirtschaft und verschiedenen anderen Branchen tätig. Er war auch ein früher Förderer des Eisenbahnbaus. Von 1834 bis 1887 war er Kurator des Washington College; ab 1846 übte er die gleiche Funktion auch am Washington Female Seminary aus.
Politisch schloss sich Ewing der in den 1830er Jahren gegründeten Whig Party an. In den Jahren 1835 und 1836 war er Abgeordneter im Repräsentantenhaus von Pennsylvania; von 1838 bis 1842 gehörte er dem dortigen Staatssenat an. Bei den Kongresswahlen des Jahres 1844 wurde er im 20. Wahlbezirk von Pennsylvania in das US-Repräsentantenhaus in Washington, D.C. gewählt, wo er am 4. März 1845 die Nachfolge von John Dickey antrat. Bis zum 3. März 1847 konnte er eine Legislaturperiode im Kongress absolvieren. Diese war von den Ereignissen des Mexikanisch-Amerikanischen Kriegs geprägt.
Nach dem Ende seiner Zeit im US-Repräsentantenhaus nahm Ewing seine früheren Tätigkeiten wieder auf. Nach der Auflösung der Whigs wurde er Mitglied der 1854 gegründeten Republikanischen Partei. Im Mai 1860 nahm er als Delegierter an der Republican National Convention in Chicago teil, auf der Abraham Lincoln als Präsidentschaftskandidat nominiert wurde. Während des folgenden Bürgerkrieges war er ein loyaler Anhänger der Union. Im Jahr 1862 wurde er trotz seines Alters Hauptmann einer Einheit der Staatsmiliz. Danach setzte er seine früheren Aktivitäten fort. John Ewing starb am 9. Juni 1887 in Washington, wo er auch beigesetzt wurde. Er war zwei Mal verheiratet und hatte insgesamt zwölf Kinder.